# Adele Goldstine
Adele Goldstine, nata Adele Katz (New York, 21 dicembre 1920 – novembre 1964), è stata un'informatica statunitense.
Adele è stata una programmatrice famosa per aver scritto la descrizione tecnica completa del primo computer elettronico digitale, ENIAC. Grazie al suo lavoro, è riuscita a trasformare un computer che richiedeva di essere programmato ogni volta che veniva usato in un computer che poteva eseguire una serie di cinquanta istruzioni già memorizzate.

## Biografia
Goldstine nacque a New York il 21 dicembre 1920 da genitori ebrei. Frequentò l'Hunter College e successivamente l'Università del Michigan, dove ottenne un master in matematica. In Michigan, incontrò Herman Goldstine, liasion militare e amministratore dello sviluppo dell'ENIAC, con il quale si sposò nel 1941.
Adele insegnò matematica alle donne "calcolatrici" alla Moore School di Ingegneria Elettronica, in più addestrò alcune delle sei donne che erano le programmatrici originali di ENIAC, le quali eseguivano calcoli a mano sulle traiettorie di lancio balistiche. Adele scrisse il manuale degli operatori per ENIAC dopo che le sei donne (Kay McNulty, Betty Jean Jennings (Jean Bartik), Betty Holberton, Marlyn Wescoff, Frances Spence e Ruth Teitelbaum) impararono ad utilizzare ENIAC grazie ai diagrammi a blocchi logici ed elettronici. In questo periodo programmare la macchina significava muovere quadranti e cavi.
Nel 1946, Adele, insieme a Bartik e Dick Clippinger cercarono di implementare un programma di memorizzazione creato da Clippinger su ENIAC. John Von Neumann era un consulente per la selezione del set di istruzioni implementate. Grazie a questa soluzione non era più necessario scollegare e collegare in continuazione i cavi, ma il programma veniva salvato sulle tre tabelle di funzioni, le quali erano precedentemente usate per memorizzare le funzioni di trascinamento di una traiettoria.
Il programmatore di ENIAC Jean Bartik nominò Goldstine una dei suoi tre grandi partner di programmazione accanto a Betty Holberton e Art Gehring. Tutti hanno lavorato al programma di Taub per ENIAC.
Dopo la guerra, Goldstine continuò il suo lavoro di programmazione con Von Neumann al Los Alamos National Laboratory, dove ha elaborato dei problemi che ENIAC doveva risolvere. Ebbe inoltre due figli, nati nel 1952 e 1959. Le fu diagnosticato un cancro nel 1962 e morì due anni dopo, all'età di 43 anni.